# NGC 5924
NGC 5924 (również PGC 54850) – galaktyka spiralna (Sa), znajdująca się w gwiazdozbiorze Korony Północnej. Odkrył ją Édouard Jean-Marie Stephan 10 czerwca 1882 roku.